# Paul von Eltz-Rübenach
Paul von Eltz-Rübenach est un homme politique allemand, né le 9 février 1875 à Cologne (Empire allemand) et mort le 25 août 1943 à Linz am Rhein (Troisième Reich).
Il est ministre des Postes et ministre des Transports entre 1932 et 1937.